# Офили, Крис
Крис Офили (англ. Chris Ofili; род. 10 октября 1968, Манчестер, Великобритания) — современный британский художник нигерийского происхождения (родители Офили приехали из Нигерии), последнее время проживает в Тринидаде. Принадлежит к поколению британских художников, известных как «Молодые британские художники».

## Биография
Окончил Колледж Теймсайд в Эштон-андер-Лайн, затем учился в Школе искусств Челси (1988—1991) и Королевском колледже искусств (1991—1993). В 1992 г. получил стипендию Британского совета для зарубежной стажировки и выбрал для этой поездки Зимбабве.
Получил известность благодаря выставкам в Галерее Саатчи и, в частности, передвижной выставке «Сенсация», прошедшей в Лондоне 18 сентября — 28 декабря 1997 г. в Королевской Академии художеств, а затем показанной в Берлине (30 сентября 1998 — 30 января 1999, музей Гамбургский вокзал; срок выставки был продлён на месяц ввиду крайней популярности) и в Нью-Йорке (2 октября 1999 — 9 января 2000, Бруклинский музей искусств). На выставке экспонировалась огромная (2,5 м в высоту) картина Офили «Дева Мария», при создании которой Офили использовал слоновий навоз (вопреки многочисленным сообщениям прессы, в том числе и российской, о том, что картина целиком написана навозом, этот экзотический художественный материал был использован во внешнем оформлении работы: портрет был окружён вылепленными из навоза фигурами, отдалённо напоминающими фигуры ангелов; постоянное использование слоновьего навоза является для Офили, по его словам, способом включения Африки в свои работы). В ходе нью-йоркской экспозиции работа Офили вызвала затяжной скандал, в ходе которого, в частности, против искусства подобного рода резко выступил мэр Нью-Йорка Рудольф Джулиани, а Палата представителей Конгресса США 3 октября, на следующий день после открытия выставки, приняла резолюцию, требующую лишить Бруклинский музей искусств муниципального финансирования; Городской совет Нью-Йорка последовал этой резолюции и отозвал финансовую поддержку музея, однако уже 1 ноября 1999 г. это решение было опротестовано известным нью-йоркским судьёй Ниной Гершон.
Крис Офили выиграл Премию Тернера в 1998 году и за прошедшее десятилетие выставлялся во многих международных институциях. В 2003 году он был выбран представлять Великобританию на 50-й Венецианской биеннале, где художник представил свой амбициозный проект Within Reach.

## Творчество
В работах Офили сплетаются в узор разнообразные изобразительные и культурологические элементы — сакральные и мирские, личные и политические, из высокой и низкой культуры, связанные с чёрной культурой, историей и экзотикой. Его привлекательное искусство действует на многих уровнях, физически и метафорически. Всегда демонстрируя графичность наряду с избытком деталей, последние работы Офили принимают простые формы, продолжая быть экспансивными, драматическими, чувственными и связанными с постоянным для художника изучением библейских тем. Скульптура становится все более важным элементом работы Криса Офили, что позволяет идти дальше в экспериментах с формой и содержанием. Наряду с этим Офили остается верен своему живописному стилю, с сознательно уплощенным изобразительным планом, слоистой поверхностью, богатством материалов и многообразными источниками вдохновения.

## Персональные выставки
- 2007 Devil’s Pie, David Zwirner Gallery, Нью-Йорк
- 2006 The Blue Rider Extended Remix, Kestnergesellschaft, Гановер
- 2005 The Upper Room, Tate Britain, Лондон
- 2005 The Blue Rider, Contemporary Fine Arts, Берлин
- 2005 Afro Muses, The Studio Museum in Harlem, Нью-Йорк
- 2003 Within Reach, Британский павильон на Венецианской Биеннале
- 2002 Freedom One Day, Victoria Miro Gallery, Лондон
- 2001 Chris Ofili Watercolours, Gallery Side 2, Япония
- 2000 New works on paper, Victoria Miro Gallery, Лондон
- 1999 Afrobiotics, Gavin Brown’s Enterprise, Нью-Йорк
- 1999 Watercolours, Le Case d’Arte, Милан
- 1998 Chris Ofili, Whitworth Art Gallery, Манчестер
- 1998 Chris Ofili, Serpentine Gallery, Лондон; Southamton City Art Gallery, Саутгемптон
- 1997 Pimpin Ain’t Easy But It Sure Is Fun, Contemporary Fine Arts, Берлин
- 1996 Afrodizzia, Victoria Miro Gallery, Лондон
- 1995 Chris Ofili, Gavin Brown’s Enterprise, Нью-Йорк

## Работы
| - 2007 Douen’s Dance, живопись - 2007 Christmas Eve (palms), живопись - 2007 Christmas Eve, графика - 2007 Black Milky Way, графика - 2007 Afrotranslinear, графика - 2007 Lover’s rock — guilt, живопись - 2007 The Raising of Lazarus, живопись - 2006 Belmont Guru, графика - 2006 Untitled, графика - 2006 Untitled, графика - 2006 Thirty Pieces of Silver, живопись - 2006 Her Gift Two & His Gift Two, графика - 2004 Damascus (диптих), графика - 2003 Within Reach, экспозиция работ Криса Офили на 50-й Венецианской биеннале - 2002—2003 Afro Apparition, живопись - 2002 The Kiss, живопись - 2001—2002 Triple Beam Dreamer, живопись - 2001 Monkey Magic — Sex, Drugs & Money — flip side, живопись - 1999—2002 The Upper Room, вид экспозиции в Victoria Miro Gallery Архивная копия от 10 июля 2009 на Wayback Machine - 1999 Princess and the Posse, живопись - 1998 No Woman No Cry, живопись - 1998 The Adoration of Captain Shit and the Legend of the Black Stars, живопись - 1996 The Holy Virgin Mary, живопись - 1996 Afrodizzia (2nd version), живопись - 1995—2005 Afro Muses: The Gardener, графика - 1995—2005 Afro Muses: Harem 2, графика | Скульптура: - 2007 The Almighty Shadow, бронза, нержавеющая сталь, 106.7 x 114.3 x 27.9 см - 2007 Saint Sebastian, бронза - 2006 Annunciation, бронза, 200.7 x 213.4 x 119.4 см - 2006 Mary Magdalene (Infinity), бронза, 109.2 x 73.7 x 68.6 cm - 2005 Blue Moon, бронза, 205 x 120 x 166 см - 2005 Silver Moon, бронза, 201 x 137 x 175 см |

## Премии
- 2004 Honorary Fellowship University of the Arts, London
- 2004 South Bank Award: Visual Arts, London
- 1998 Премия Тернера, Лондон
- 1992 British Council Travel Scholarship, Zimbabwe, Africa